# سیارک ۸۷۸۸
سیارک ۸۷۸۸ (به انگلیسی: 8788 Labeyrie، نامگذاری:1978VP2) هشت هزار و هفتصد و هشتاد و هشتمین سیارک کشف شده‌است که در ۱ نوامبر ۱۹۷۸ کشف شد. این نام به افتخار ستاره شناسان فرانسوی Antoine Émile Henry Labeyrie و Catherine Labeyrie نامگذاری شده است.
قدر مطلق سیارک برابر ۱۴٫۸۰ است.